# Kaiserlicher Kirchhof

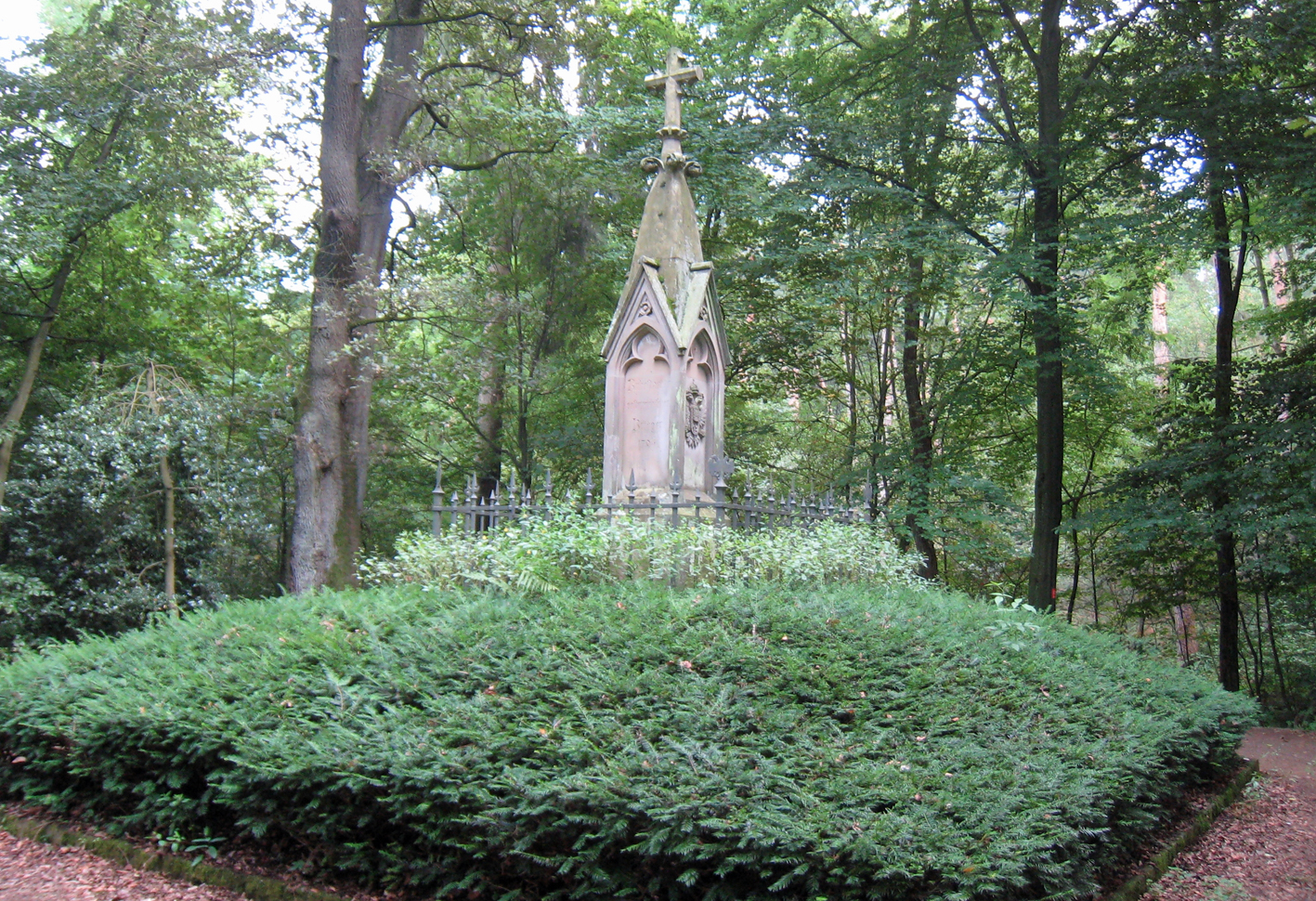
Kaiserlicher Kirchhof im Milchborntal heute

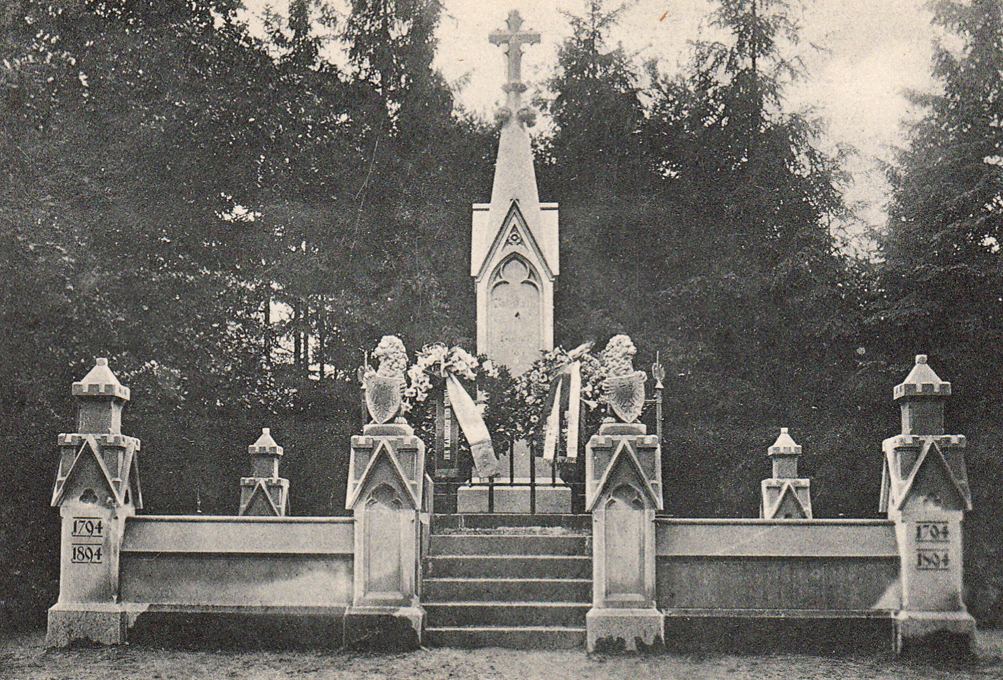
Kaiserlicher Kirchhof im Milchborntal um 1900

Der Kaiserliche Kirchhof, auch österreichischer Friedhof oder Kriegerdenkmal genannt, ist eine Ruhestätte für die hauptsächlich an Typhus verstorbenen Lazarettbewohner des Hauptarmeespitals im Schloss Bensberg, die im Milchborntal in Bensberg am südwestlichen Rande der Hardt in Massengräbern beigesetzt worden sind. Der Name Kaiserlicher Kirchhof  beruht auf dem Umstand, dass die Anlage 1854, also zur Zeit des Kaisertums Österreich, mit dessen Unterstützung errichtet wurde. Der Name österreichischer Friedhof soll daran erinnern, dass es Soldaten der österreichischen Truppen in der letzten Phase des so genannten Heiligen Römischen Reichs waren, die hier beerdigt worden sind.

## Geschichte

### Hintergründe
Gleich zu Beginn der Koalitionskriege kam es 1792 zu Gefechten zwischen der französischen Revolutionsarmee und den österreichischen Regimentern im Raum Aachen. Die Verwundeten und Kranken wurden zunächst in Königswinter in einem Spital untergebracht, dessen Räumlichkeiten aber bald nicht mehr ausreichten. Auch weitere acht Nebenspitäler in der Umgebung von Unkel, Honnef und Rheinbach reichten platzmäßig nicht mehr aus. Auf der Suche nach Alternativen geriet schon bald das Schloss Bensberg ins Visier.
Gegen den Widerstand der Burggräfin Helena Theresia Moureaux richtete man Anfang 1793 ein Feldlazarett ein, das in der Folgezeit die Verletzten aufzunehmen hatte. Es unterstand dem Stadtkommandanten von Köln. Immer wieder war es schwierig, die notwendigen Einrichtungsgegenstände, Stroh für die Lagerung der Verletzten und Brennholz herbeizuschaffen. Auch gab es immer wieder Engpässe mit der Verpflegung. Zudem waren die hygienischen Verhältnisse äußerst mangelhaft. So brach bereits im März 1793 zum ersten Mal Typhus aus, der zahlreiche Opfer forderte. Damit sich die Seuche nicht weiter ausbreiten konnte, schaffte man die Leichen auf dem schnellsten Weg mit Karren hinab ins Milchborntal und verscharrte sie dort in großen Massengräbern. Diese Praxis wandte man auch für andere Verstorbene an, die nicht an Typhus erkrankt waren, obwohl man ursprünglich Einzelgräber geplant hatte. Es wurde geschätzt, dass bis zu 9000 Tote in den Gräbern liegen sollen, wobei die Toten auf dem nahegelegenen Französischen Kirchhof inbegriffen sind.

### Die Grabanlage
Bei den Bensbergern blieben die schrecklichen Eindrücke und Erlebnisse aus der Lazarettzeit in der Erinnerung und mündlichen Überlieferung. Inzwischen war 1840 aus dem Bensberger Schloss eine Kadettenanstalt geworden. Dass die Gräber aus der Franzosenzeit verwahrlost waren, wollte man nicht länger hinnehmen. 1853 kam es zum Aufruf zur Einrichtung eines Denkmals. Das Wiener Außenministerium war bereits an den König von Preußen mit einem Plan des Architekten Friedrich von Schmidt herangetreten, um ein würdiges Denkmal zu errichten. Mit militärischen Ehren und unter großer Anteilnahme der Bevölkerung wurde das Denkmal am 13. Juni 1854 eingeweiht.

## Baudenkmal
Das Ehrenmal des Kaiserlichen Kirchhofs ist als Baudenkmal unter Nr. 93 in der Liste der Baudenkmäler in Bergisch Gladbach eingetragen.